# Annik Honoré
Annik Honoré (Mons, 12 de outubro de 1957 - 3 de julho de 2014) foi uma jornalista e promotora musical belga mais conhecida por sua associação com Ian Curtis, o ex-vocalista e letrista dos Joy Division. É co-fundadora das gravadoras Les Disques du Crépuscule e Factory Benelux.

## Biografia
Honoré nasceu em Mons, Bélgica, em 12 de outubro de 1957... Quando adolescente, interessou-se pelo rock, participando de vários shows em Londres e em outros locais. Ela se mudou para Londres em 1979, trabalhando como secretária na Embaixada da Bélgica.
No final de 1979, Honoré e o jornalista Michel Duval começaram a promover eventos musicais no local do Raffinerie du Plan K em Bruxelas. Joy Division e Cabaret Voltaire se apresentaram na noite de abertura do clube, em 16 de outubro. Poucos meses depois, em 1980, Honoré e Duval fundaram a Factory Benelux como uma filial continental da Factory Records, bem como Les Disques du Crépuscule, uma gravadora independente de música belga... Honoré escolheu o nome "Crépuscule".
No verão de 1984, ela foi a gerente de turnê do Front 242 durante sua turnê americana.

## Relacionamento com Ian Curtis
Segundo Honoré em uma entrevista de 2010, seu relacionamento com Ian Curtis antes de sua morte em 1980 era totalmente platônico... A viúva de Curtis, Deborah Curtis, caracterizou o relacionamento como um "caso", que ela afirma ter começado em agosto de 1979. Em Control, o filme biográfico de Ian Curtis, dirigido por Anton Corbijn em 2007, Honoré foi interpretada por Alexandra Maria Lara.

## Vida após Ian Curtis
Honoré deixou o ramo da música em 1985. Desde 1986, trabalhou como funcionária pública, mais especificamente como secretária no departamento de Pesquisa e Inovação da Comissão Europeia em Bruxelas... Ela teve dois filhos, Bertrand e Sasha. Ela morreu em 3 de julho de 2014 de câncer.